# Йосиф Білан
Отець Йосафа́т Біла́н (хресне ім'я Йо́сиф; 5 травня 1911, Колиндяни, нині Чортківського району, Тернопільської області — 4 травня 1979, там само) — священник УГКЦ, василіянин, багаторічний в'язень комуністичних таборів.

## Життєпис
Душпастирював у селах Гошів і Витвиці, нині Болехівського району Івано-Франківської області.
26–27 березня 1950 року співробітники МДБ заарештували багато ченців василіян, серед яких і Йосиф Білан. Ієромонах засуджений до 15 років та 5 років позбавлення громадянських прав. Покарання відбував у Комі АРСР (нині РФ).
У 1956 повернувся в Колиндяни, де працював бригадиром у місцевому колгоспі й продовжив займатися таємними греко-католицькими богослужіннями, викладав богослов'я в підпільній духовній семінарії УГКЦ, яку організував і обслуговував єпископ Павло Василик, заняття в якій проходили у м. Бучач Тернопільської та с. Надорожна (нині Тлумацького району) Івано-Франківської областей.

## Духовні чини
Мав чин Святого Василія Великого. Був в чині після Добромильської реформи

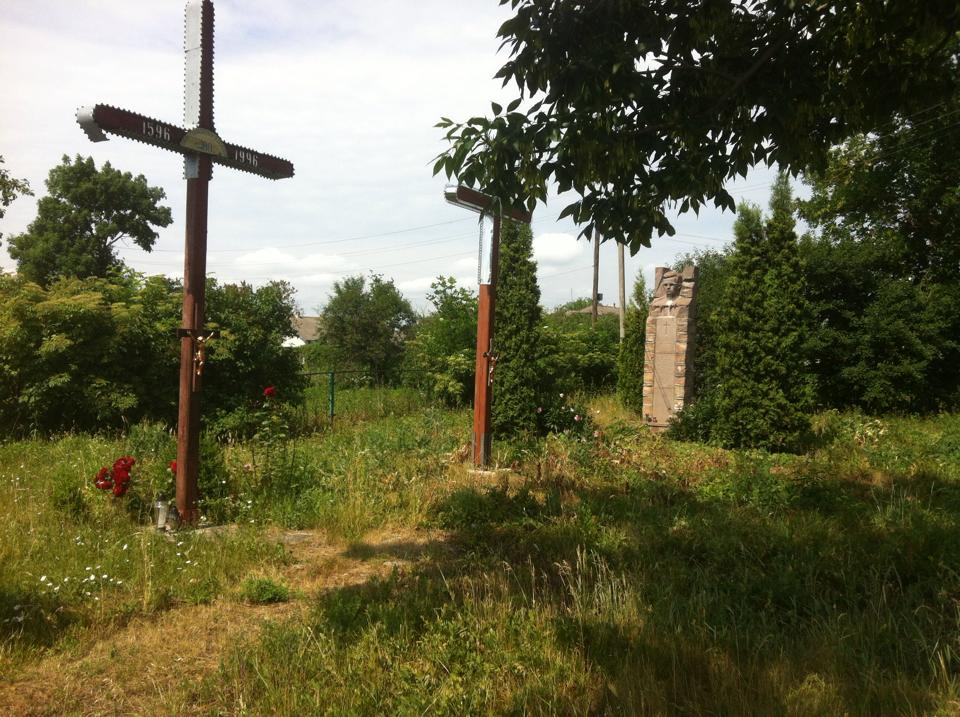
Подвір'я, де була хата о. Й. Білана в Колиндянах
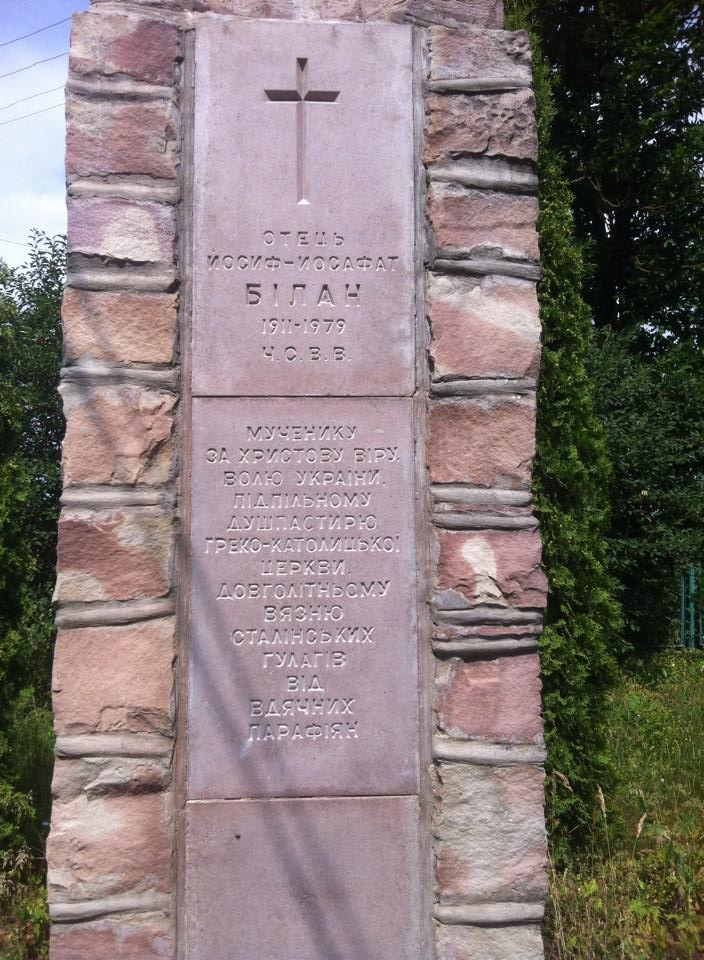
Напис на пам'ятнику о. Й. Білана